# Contrapunto (novela)
Contrapunto (Point Counter Point) es una novela del escritor inglés Aldous Huxley publicada en 1928 y considerada por la crítica y por el propio autor como la más característica, ambiciosa y lograda de las cinco publicadas hasta la irrupción de "Un mundo feliz" ("Brave New World"). Muchos incluso la definen como el mejor trabajo de Huxley.[cita requerida]

## Contenido
Sería considerada como la novela que mayor reconocimiento internacional generaría al introducir el contrapunto musical en la novela. La apuesta de su autor consistiría en demostrar la posibilidad de trasladar el contrapunto desde la música a la literatura a partir de la «alternancia de acciones simultáneas que avanzan en paralelo».
El producto de todo ello es dar el paso al entrecruzamiento de diversas historias personales.
Se trataría en definitiva de introducir en la ficción una cualidad apuntalada por su autor: la «musicalización». Es decir, el intento de reproducir los efectos logrados por las composiciones musicales a partir de sus transiciones, modulaciones, variaciones y cambios.
Parece ser deudor de un intento precedente en Les faux monnayeurs (1926) de André Gide, a quien Huxley admiraba.
Los protagonistas eje de la novela son tres: Maurice Spandrell, Philip Quarles y Mark Rampion. Aunque la obra en realidad tiene un cúmulo de personajes y cada uno de ellos expresa en mayor o menor sentido las ideas del autor. Un ejemplo es el retrato de la familia Bidlake: John, el pintor hedonísta e irónico; su hijo Walter, explotado en lo laboral por Burlap (un sexópata que presume de cristiano y místico) y en lo emocional por Lucy Tantamount (una femme fatale, que sólo piensa en el placer por el placer) y Elinor, quien es esposa de Philip y lo ama, pero tiene un pequeño romance con Everard Webley, político carismático pero con pocas ideas. 
Spandrell, Quarles y Rampion son como tres facetas que se contraponen estando unidas por el pequeño universo social que integran y por el único gran acontecimiento en la obra, el asesinato de Webley. Maurice Spandrell ejecuta el plan, y Elinor cae en desgracia por la muerte de su hijo, lo que considera un castigo por haber engañado a Philip. Finalmente, ante los ojos de Mark Rampion y su esposa, Spandrell se deja matar por allegados de Webley.

## Adaptaciones
- Point Counter Point (1968), miniserie dirigida por Rex Tucker